# Иван Матија Шкарић
Иван Матија Шкарић (Постирa, 13. априла 1793. - Задар, 5. децембра 1871.), хрватски библичар и преводилац, превео Свето писмо на хрватски језик.

## Биографија
Иван Матија Шкарић рођен је у Постири на Брачу у тадашњој Млетачкој републици. Теологију је почео студирати 1817. у Задру, тада у Аустријском царству, гдје је исте године заређен за свештеника. Наставио је студирати у Бечу између 1924. и 1926, гдје је специјализовао и докторирао библијске науке.

## Пријевод Светог писма
Шкарићев пријевод Светог писма други је цјеловити објављени пријевод Светог писма на хрватском језику настао у оквиру Католичке цркве. Шкарићу је први подстрек за превођење дао његов препостављени, ректор Аугустинеума у Бечу Јакоб Фринт 1826, који је у ствари прослиједио потицај папинског нунција у Бечу да се пронађе изнимно даровит студент који би превео Свето писмо на "словенски народни језик". Подстрек је, дакле, дошао из највиших црквених редова. Шкарић се озбиљно припремао за превођење. Путовао је по Европи - Грчкој, Њемачкој, Италији и Белгији - како би обогатио своје познавање библијске проблематике и како би му пријевод и коментари били на висини тадашњих постигнућа библијске науке. Пропутовао је читаво Аустријско царство како би се увјерио да је "илирички језик" подобан "да га без икакве мучности разуми и истоко-, и југо-, а с малом мучностју и сиеверо-славјанин", односно да га разумију сви Словени. О преданом раду свједочи и његова богата оставштина која се данас чува у Библиотеци Католичког богословног факултета у Сплиту.
Шкарић је на пријеводу почео радит крајем 1820-их, у вријеме кад је постао професор на Надбискупском сјеменишту у Задру. На пријеводу је радио заједно са седам писара готово 30 година. Његов пријевод био је потицан и материјално помаган од црквених великодостојника. То је први хрватски пријевод Светог писма који је у обзир узео текстове на хебрејском, грчком и арамејском језику. Шкарић је у Бечу, под насловом Свето писмо Старога и Новога завита, од 1858. до 1861. објавио 12 свезака пријевода. Сваки је свезак посветио неком хрватском или словенском бискупу, односно надбискупу. Његов пријевод написан је на икавском дијалекту с елементима чакавштине.